# 明石志賀之助
明石 志賀之助（あかし しがのすけ、生没年不詳）は、江戸時代前期の大相撲力士で、初代横綱とされる人物。下野国宇都宮（現在の栃木県宇都宮市）出身。伝説的な人物であり、活動時期・実在性について諸説がある。
江戸において勧進相撲（職業相撲）をはじめ、朝廷より「日下開山」の称号を与えられたという。また、従来の力業だけでなく相撲の技に関しても多く研究し、現在でも基本とされている四十八手の技を考案した人物とも言われている。

## 来歴

### 生誕
下野国宇都宮（現在の栃木県宇都宮市）で同藩士の山内主膳の子として生まれる。幼名は鹿之介。
1763年成立の『古今相撲大全』によれば、寛永元年（1624年）に江戸・四谷塩町で初めて勧進相撲を興行したとされ、江戸勧進相撲の創始者とも言われている。その証拠となる番付が実在するとされていたが、後年になってその番付は偽物と否定された（番付は複数枚存在し、そのうち1枚は陣幕久五郎による創作だとされる）。
江戸以外も京・長崎を始め、諸国で相撲を取って抜群の強さを誇ったとされる。『近世奇跡考』によれば、京で仁王仁太夫を倒したことで朝廷から「日下開山」の称号を受けたとされる。
『関東侠客伝』には、寛永・正保の頃（1624年 - 1648年）年の頃の侠客（町奴）夢市郎兵衛の義兄弟として登場する。
『古今相撲大全』では寛永元年（1624年）の勧進興行とは別の個所に、明石志賀之助は元禄（1688年 - 1704年）頃の力士であるとの記載もある。宝井其角には元禄年間に詠んだ「志賀之助男盛りの春立て」の句があり、元禄12年（1699年）に還暦引退相撲を行ったともいう。
以上のように、活動時期についても判然としない。生年を1607年（慶長12年）とする説、48歳没などとの説があるものの、生没年は不明である。

### 初代横綱
1895年（明治28年）、陣幕久五郎が横綱力士碑を建立すべく歴代横綱の系譜「横綱力士累代姓名」を作成した際、上述の経緯を根拠として明石志賀之助を初代に据えた（陣幕自身は第12代横綱に位置づけられる）。横綱力士碑は1900年（明治33年）に富岡八幡宮に完成した。日本相撲協会は明石を実在した力士と見做しており、初代横綱に認定している。

### 実在性の検証
明石の事績については、後代の伝承や講談によるものが多く、これらの情報の信憑性はかなり低い。池田雅雄は「歴代横綱正伝」（ベースボール・マガジン社『相撲』1971年1月号以下）などで明石の実在を否定しており、能見正比古は「横綱物語」（講談社、1975年）で「モデルとなる『明石』なる力士が複数存在した」という説を述べている。
宇都宮市の郷土史家・中村弘は、明石の実在を証明すべく調査を行い、成果を2012年に『日下開山 初代横綱 明石志賀之助』として出版した。中村の調査によれば、山形県上山市に伝えられた『上山三家見聞日記』において、1661年（寛文元年）に上山藩主・土岐山城守頼行の前で明石志賀之助が相撲を取ったという記録があり、実在を証明できるものとしている。中村弘は、明石志賀之助が力士として活動したのは寛永年間（1624年 - 1644年）ではなく、寛文年間（1661年 - 1672年）のことであるとしている。

## 記念碑・記念行事
栃木県宇都宮市の八幡山に所在する蒲生神社（宇都宮市塙田五丁目）には、1900年に陣幕久五郎により建立された顕彰碑（もとは宇都宮城跡に建てられたが、1951年に移設）や、2007年に建立された明石志賀之助の像が存在する。同神社では2008年から「初代横綱 明石志賀之助杯少年奉納相撲大会」を主宰している。
JR宇都宮駅東口広場には、2022年に明石志賀之助の石像が建立された。